# Srednji Dubovec
Srednji Dubovec – wieś w Chorwacji, w żupanii kopriwnicko-kriżewczyńskiej, w mieście Križevci. W 2011 roku liczyła 93 mieszkańców.